# يوري هيريرا
يوري هيريرا (بالإسبانية: Yuri Herrera)‏ هو كاتب مكسيكي، ولد في 1970 في Actopan, Hidalgo ‏ في المكسيك.